# Pain (Computerspiel)
Pain ist ein 2007 erschienenes Action-Videospiel für die PlayStation 3. Es war 2008 das meistgekaufte Spiel im PlayStation Store. Entwickelt wurde das Spiel von Idol Minds (später Deck Nine Games) für Sony Computer Entertainment.

## Spiel
Im Spiel spielt man eine Ragdoll-Puppe und muss versuchen die Umwelt möglichst stark zu zerstören.

## Entwicklung
Für die Physikeffekte nutzt das Spiel die Havok-Engine. Für das Spiel erschienen fünf DLCs. 2010 erschien ein Patch für die PlayStation-Move-Unterstützung.

## Rezeption
Das Spiel hat auf Metacritic einen Metascore von 71 % mit 37 Rezensionen. Auf IGN wurde das Spiel mit 6.8 von 10 bewertet.